# 瑞典王国宪法
瑞典王国宪法（瑞典語：Sveriges grundlagar）是指由四个基本法律组成的对瑞典王国政治系统进行规范的宪法体系。这些法律包括政府统治法、新闻自由法、言论自由法和王位继承法。这些基本法律构成了瑞典宪法的基本框架，此外还规定了国际条约高于瑞典法律，但要服从于瑞典宪法，如歐洲人權公約，以及其他联合国和欧盟的公约和条约。
议会法通常被认为是介于基本法律和普通法律之间，某些主要章节的修改与基本法相同，而其他部分仅需简单多数通过即可。
要修改或修订基本法律，议会需要连续两次合格多数投票通过，两次投票之间还必须举行一次大选，此外还可以用公民投票代替第一次投票。

## 新闻自由和言论自由
瑞典在1766年制定了世界上第一个新闻自由的法令，该法令取消了审查制度。但在1772年古斯塔夫三世政变上台后，法案被修正以限制新闻自由，1809年古斯塔夫四世因政变下台后，新国王接受了自由宪法后得以恢复。

## 宪法体系
- 政府统治法（瑞典語：Regeringsformen）
- 王位继承法（瑞典語：Successionsordningen），1810年制定
- 新闻自由法（瑞典語：Tryckfrihetsförordningen）
- 言论自由法（瑞典語：Yttrandefrihetsgrundlagen）